# Telenomus longistriatus
Telenomus longistriatus är en stekelart som beskrevs av Mikhail Vasilievich Kozlov 1967. Telenomus longistriatus ingår i släktet Telenomus, och familjen gallmyggesteklar. Arten är reproducerande i Sverige.